# Pandémie de Covid-19 en Jordanie
La pandémie de Covid-19 en Jordanie démarre officiellement le 2 mars 2020. À la date du 31 octobre 2022, le bilan est de 14 122 morts.

## Statistiques

Nombre de cas en Jordanie depuis le début de l'épidémie.

Nombre de morts en Jordanie depuis le début de l'épidémie.